# Belejringen af Calais (1346-1347)
Belejringen af Calais var en vigtig begyvenhed i den tidlige del af den edvardianske fase af hundredårskrigen.
Edvard 3. af England havde påberåbt sig retten til den franske trone i 1337, hvilket havde udløst en konflikt mellem de to nationer. Edvard besejrede overbevisende den franske flåde under slaget ved Sluys i 1340. Hans hær tog herefter på flere ødelæggende chevauchéeplyndringerne i Normandiet, hvor de stjal stor rigdom fra mange byer, heriblandt Caen. Felttoget nåede sit klimaks under slaget ved Crecy i 1346, hvor den franske hær ledet af Filip 6. af Frankrig, blev besejret.
På dette tidspunkt havde Edvards hær hårdt brug for forsyninger og forstærkninger, så de fortsatte derfor mod nord. Han havde brug for en havn, som kunne forsvare, hvor hære kun regruppere og få friske forsyninger fra havet. Havnebyen Calais, der ligger ud til Den Engelske Kanal var idel til formålet. Calais var nem at forsvare med en dobbelt voldgrav, kraftige bymure og et citadel i det nordvestlige hjørne med egen voldgrav og yderligere forsvarsværker. Byen kunne ligeledes få forsyninger fra både land- og vandsiden.
Edvards hær begyndte belejringen den 4. september 1346. Filip 6 formåede ikke at ophæve belejringen, og de sultene borgere i Calais overgav sig efter næsten et helt års belejring i august 1347. Kongeriget England beholdt herredømmet over byen helt frem til Frankrigs belejring i 1558. På dette tidspunkt var Calais et vigtigt udgangspunkt for engelske angreb ind i Frankrig og Nederlandene. Tabet af Calais i 1558 markere afslutningen på Englands sidste besiddelser på fastlandet i Frankrig.

## Belejringen
Edvards hær ankom til Calais i september 1346. Byens kraftige mure og voldgrave kunne ikke brydes eller krydses. Han modtog forstærkninger fra både England og Flandern. Kong Filip 6. af Frankrig formåede ikke at gøre noget ved den engelske hær og deres forsyningslinjer. Edvard formåede dog heller ikke stoppe den hjælp som lokale søfolk i området bragt til byen via havet. Stillingen var fastlåst i omkring to måneder.
I november fik englænderne en kanon, katapulter og lange stiger, men kunne fortsat ikke ødelægge bymurene. Edvard stoppede angrebet i februar og startede belejringen som en udmattelsesmanøvre. En en fransk konvoj med forsyninger formåede at komme ind i byen, men den engelske flåde fik afværgret yderligere forsøg. Kong Filip fortsatte sine angreb, og begge hære fik yderligere forstærkninger i løbet af foråret. Filips tropper kunne fortsat ikke jage de engelske tropper væk, idet de nød godt af at deres position var omgivet af marskland.
I juni 1347 var byens forsyning af mad og drikkevand stort set løbet tør. Endnu en fransk forsyningskonvoj blev blokeret af den engelske flåde to måneder senere. 500 børn og ældre blev sendt ud af byen, så de tilbageværende raske og rørige mænd og kvinder havde mulighed for at overleve. En anden version af begivenheden forlyder at englænderne nægtede at tillade flygtningene at passere den engelske belejring, og at de derfor sultede ihjel uden for bymrene. Denne version bliver dog modsagt af den samtidige flamske kronikør Jean Le Bel, der roser Edvard 3. for hans velgørenhed idet han gav mad og fri passage til den store gruppe mennesker.
Den 1. august tændte byen bål for at signalere, at de var klar til at overgive sig. Efter sigende havde Edvard tilbudt at stoppe belejringen, hvis han fik overdraget nøglerne til byen, og borgerne fra byen ville ofre sig selv. Seks borgere, eller "burghers", meldte sig. Edvard blev overtalt af sine rådgivere til at lade resten af byens befolkning overleve. Efter han havde givet dem forsyninger lod han dem forlade byen. Filip ødelagde den lejr, som han havde planlagt at angribe englænderne fra, således at den ikke kunne bruges af fjenden.

## Arv
Calais kom under engelsk kontrol og blev et vigtigt udgangspunkt for fremtidige angreb og plyndringer i Frankrig i over 200 år. Byen faldt endeligt under Maria 1. efter belejringen i 1558.
I 1880 bestilte Calais en statue af Auguste Rodin, som forestillede byens ledere da de overgav sig til Edvard. Borgerne i Calais stod færdig i 1889.